# Deraeocoris luridipes
Deraeocoris luridipes är en insektsart som beskrevs av Knight 1921. Deraeocoris luridipes ingår i släktet Deraeocoris och familjen ängsskinnbaggar. Inga underarter finns listade i Catalogue of Life.